# Hermann von Vultée der Jüngere
Hermann von Vultée der Jüngere (auch von Vultejus) (* 17. Januar 1672 in Marburg; †  18. November 1714 ebenda) war Gesandter des Landgrafen Karl von Hessen-Kassel beim Oberrheinischen Reichskreis sowie hoher Staatsbeamter in Hessen-Kassel.

## Familie
Hermann von Vultée entstammte der hessischen Juristen- und Diplomatenfamilie Vultejus und war ein Sohn des Vizekanzlers Hermann von Vultejus (1634–1723) und dessen Gemahlin Anna Margaretha geb. von Gehren (1643–1692). Seine Geschwister waren:
- Elisabeth (1667–1717), ⚭ I. 1689 Johann Christoph Heinius, ⚭ II. 1696 Justus Wilhelm Wissenbach,
- Anna Adelheid (1669–1714), ⚭ Georg von Berghofer (1664–1716), Geheimer Rat und Vizekanzler,
- Johannes (1670–1699), immatrikuliert in Marburg 1685,
- Catharina Margarethe (1675–1711), ⚭ 1697 Paul Adolf Grolman, Königlich-Preußischer Justizrat in Kleve,
- Joachim Christoph (1676–1735), Gutsbesitzer auf Dippach, königlich Schwedischer Generalmajor, landgräflich Hessen-Kasseler Brigadier und Kommandant von Rinteln,
- Agnes Christina (* 1678), ⚭ 1698 Hartmann Samuel Hoffmann von Löwenfeld, Generalfeldwachtmeister des Oberrheinischen Reichskreises, Kommandanten der Festung Landau,
- Anna Magdalena (1679–1725), ⚭ 1697 Franz Stückrad, Oberst, später Generalmajor, Kommandant von Marburg,
- Wilhelm (1681–1773), Waldeckischer Geheimer Rat, Hofrichter und Kammerpräsident, Gutsbesitzer in Adorf,
- Johann Adolph (1683–1759), Regierungsrat, Gutsbesitzer in Elnhausen und Wieblingen.

Ein Bruder verstarb im frühen Kindesalter.
Zu Beginn des 18. Jahrhunderts änderte sein Vater, dem Zeitgeist entsprechend, den Familiennamen in die französische Form von Vultée.
1700 heiratete er Adelheid Waldenberger († 1708), mit der er die Söhne Johann Hermann (1701–1730) und Johann Christoph Ludwig (1702–1790) hatte. Die Tochter Margaretha Adelheid starb im frühen Kindesalter. Nach dem Tod seiner Frau schloss er mit Anna Rosine Elisabeth Schenck zu Schweinsberg (1672–1731) die Ehe, aus der die Tochter Helena Philippine Christine (* 1713) hervorging.

## Leben
Hermann trat nach einem juristischen Studium in die Dienste des Landgrafen Karl von Hessen-Kassel und wurde dessen Etatsrat sowie Gesandter des Landgrafen zu den Kreistagen des Oberrheinischen Reichskreises.
Hermann fand seine letzte Ruhestätte in der Elisabethkirche zu Marburg.